# Восход (Сасовский район)
Восхо́д — деревня в Сасовском районе Рязанской области России. Входит в состав Трудолюбовского сельского поселения.

## Географическое положение
Деревня находилась в восточной части Сасовского района, в 31 км к востоку от райцентра.

## История
С 2004 г. и до настоящего времени входит в состав Трудолюбовское сельского поселения.
До этого момента входила в Верхне-Никольский сельский округ.

## Население
| 1984 | 2010 |
| ---- | ---- |
| 30   | ↘0   |